# ماکوتو کوبایاشی (بازیکن فوتبال)
ماکوتو کوبایاشی (ژاپنی: 小林 誠؛ زادهٔ ۱۲ ژوئیهٔ ۱۹۹۰) یک بازیکن فوتبال اهل ژاپن است.
از باشگاه‌هایی که در آن بازی کرده‌است می‌توان به باشگاه فوتبال تسپاکوستاسو گونما اشاره کرد.